# Андерссон, Давид (конькобежец)
Давид Эрик Андерссон (англ. David Erik Andersson; род. 23 февраля 1994 года, Тролльхеттан, Швеция) — шведский конькобежец, участник зимних Олимпийских игр 2014 года.

## Биография
Давид Эрик Андерссон родился в городе Тролльхеттан, лен Вестра-Гёталанд, Швеция. Заниматься конькобежным спортом начал с 11 лет для того, чтобы научиться достаточно хорошо кататься на коньках, чтобы быть принятым в команду по хоккею с мячом. Профессионально тренируется на базе клуба «SK Trollhättan», Тролльхеттан. Многократный призёр шведских юношеских, региональных и национальных соревнований (Sonstige International, Nationale Meisterschaft Junioren, Nationale Meisterschaft, Viking Race, Country Match). В национальной сборной за его подготовку отвечает швед Маттиас Хаддерс (англ. Mattias Hadders).

### Спортивная карьера
Лучший, по состоянию на март 2018 года, свой персональный показатель на соревновании международного уровня под эгидой ИСУ Давид Андерссон продемонстрировал на чемпионате мира по конькобежному спорту на отдельных дистанциях 2016 года, проходившем в российском городе Коломна. 12 февраля в Коломенском центре конькобежного спорта во время забега на 1500 м с итоговым результатом 1:47.91 (+3.78) он занял двенадцатое место.
На зимних Олимпийских играх 2014 Андерссон был заявлен для участия в забеге на 1000 и 1500 м. 12 февраля 2014 года на конькобежном стадионе Адлер-Арена в забеге на 1000 м он финишировал с результатом 1:12.40 (+4.01). В итоговом зачёте Давид занял 38-е место. 15 февраля 2014 года на конькобежном стадионе Адлер-Арена в забеге на 1500 м он финишировал с результатом 1:50.29 (+5.29). В итоговом зачёте Давид вновь занял 38-е место.